# Valéran II de Nassau
Valéran II de Nassau, né en 1220 et décédé le 24 janvier 1276.
Il fut co-comte de Nassau de 1249 à 1255, comte de Nassau-Wiesbaden, comte de Nassau-Weilbourg, comte de Nassau-Idstein de 1255 à 1276.

## Famille
Fils aîné de Henri II de Nassau et de Mathilde de Gueldre.
En 1250, Valéran II de Nassau épousa Adélaïde von Katzenelnbogen († Mayence, 22 février 1288), fille du comte Thierry von Katzenelnbogen.
Une fois veuve, Adélaïde se retira comme clarisse à Wiesdbaden (l'été) et à Mayence (l'hiver). Elle fut inhumée au monastère de St. Claire de Mayence.
Cinq enfants sont nés de cette union :
- Diether de Nassau (décédé en 1307), archevêque de Trèves de 1300 à 1307 ;
- Adolphe de Nassau, roi des Romains ;
- Mathilde de Nassau, morte jeune ;
- Richardis de Nassau (décédée en 1311), religieuse au monastère de St. Claire de Mayence puis à l'abbaye de Klarenthal près de Wiesbaden ;
- Imagine (morte avant 1276), éventuellement mariée à Frédéric de Lichtenberg.

Selon des recherches récentes, la mystique Christina von Retters (de) (aussi connue sous le nom de Christina von Hane), vénérée comme bienheureuse, était très probablement aussi une des filles de Valéran II.

## Biographie
Le 17 décembre 1255, Valéran II de Nassau prit la décision de partager les différentes possessions des Nassau entre ses frères Otto qui reçut la Nassau-Siegen, Diether de Nassau reçut Pfaffenhofen, Niederlahnstein et Vallendar. Concernant Valéran II de Nassau, celui-ci garda les possessions suivantes : Lahn, Wiesbaden-Idstein, Weilburg, Sonneberg. Cette division des possessions provoqua pour les siècles à venir la séparation politique et géographique des deux lignées de la maison de Nassau.
Valéran II de Nassau est l'ancêtre des grands-ducs de Luxembourg.
Atteint de démence mystique, il mourut le 24 janvier 1276.
Valéran II de Nassau appartint à la première branche de la maison de Nassau dite Nassau-Wiesbaden-Idstei qui s'éteignit en 1605 avec le comte Jean Louis II de Nassau. Valéran II de Nassau fonda la lignée Valramienne. Cette lignée se partagea en d'autres branches dont deux devinrent des principautés.
En 1806, il restait deux lignées de la tige valramienne qui furent élevées en duchés. Après le congrès de Vienne les principautés de Nassau furent réunies.
En 1866, l'État de Nassau fut intégrée par la Prusse et devint la province de Hesse-Nassau.
Valéran II de Nassau est l'ancêtre de la famille de Nassau-Weilbourg dont le représentant est l'actuel du grand-duc du Luxembourg, Henri Ier de Luxembourg.